# 2019年2月

## 2月1日
- 2019年北美洲寒流造成的死亡人數增加至最少21人。[1]
- 美国总统唐納·川普宣布美國將退出已有30多年歷史的《中程导弹条约》。白宮的聲明說2月2日起美国将暂停履行《中导条约》并启动退约程序，除非俄罗斯重新遵守条约，否则退約程序将在6个月内完成。[2]

## 2月2日
- 俄罗斯总统普京表示俄罗斯将暂停履行《中程导弹条约》义务，回应美国在一天前宣布的相同决定。[3]
- 阿富汗伊斯兰共和国政府宣稱其部隊在過去24小時內擊斃40名塔利班成員。[4]

## 2月3日
- 2019年薩爾瓦多總統選舉進行投票。[5]

## 2月4日
- 包括德國和法國在內的多個歐盟國家正式承認胡安·瓜伊多為委內瑞拉臨時總統。[6]
- 布吉納法索軍方宣稱在該國北部的陸空行動中打死146名恐怖分子，但是有人權組織表示有部分被殺者死於處決。[7][8][9]

## 2月6日
- 菲律賓衛生部宣佈麻疹疫情於馬尼拉大都會爆發[10]，並於翌日宣佈疫情範圍擴大至中央呂宋、卡拉巴松、中維薩亞斯與東維薩亞斯等區域[11]。

## 2月7日
- 海地爆發反政府示威。[12]

## 2月10日
- 匈牙利總理奧班·維克多宣佈鼓勵國民生育的措施。[13]

## 2月12日
- 加泰罗尼亚独立领导人的审判从最高法院开始，作为最后的司法步骤。[14]

## 2月13日
- 伊朗伊斯兰革命卫队在錫斯坦－俾路支斯坦省遭到自殺炸彈襲擊，至少27名士兵喪生。遜尼派的「正義軍」承認責任。[15]

## 2月14日
- 空中客车宣布，基於阿聯酋航空大幅縮減A380珍寶客機之訂單，令其沒有持續生產的基礎，將在2021年停止付運該款客機，[16]而阿航將向空中客车改為購買70架的A350及A330neo飛機。[17]
- 印度查谟-克什米尔邦發生自殺炸彈襲擊，造成至少40名印度中央後備警察喪生。穆罕默德軍承認責任。[18]

## 2月15日
- 美國總統唐納·川普簽署行政命令，宣布美國南部邊境出現国家紧急状态，從而繞過國會籌集興建美墨邊境牆的資金。[19]
- 美国伊利诺伊州奥罗拉发生大型槍擊案，造成包括枪手在内的六人死亡，另外六人受伤[20]。

## 2月16日
- 第69屆柏林影展舉辦頒獎典禮，以色列導演那達夫·拉匹憑藉在法國拍攝的電影《同義詞》獲頒最高榮譽金熊獎。[21]

## 2月18日
- 中國共產黨中央委員會和中華人民共和國國務院發佈《粤港澳大灣區發展規劃綱要》。[22]
- 7名英國工黨國會議員因為不滿黨魁杰里米·科爾賓宣佈退黨。[23]

## 2月19日
- 秘鲁马德雷德迪奥斯大区的茵卡特拉雷瑟瓦亞馬遜酒店（Inkaterra Reserva Amazónica）發生持枪械劫案，一名秘鲁籍导游於事件中遇害，另有兩名香港旅客的护照及手機被抢夺。[24][25]

## 2月20日
- 孟加拉国首都达卡發生大火，造成至少80人喪生。[26]

## 2月21日
- 委内瑞拉总统马杜罗宣布，自当地时间晚8时起关闭委内瑞拉与巴西的边界。其亦宣称正在考虑关闭委内瑞拉与哥伦比亚的边界[27]。
- 印度阿萨姆邦发生假酒中毒致死事件，截止25日共造成至少156人死亡、300多人被送往医院。[28][29][30][31][32]

## 2月23日
- 2019年尼日利亞大選進行投票。[33]
- 第39屆金酸莓獎公佈得獎名單。[34]
- 美國亞特拉斯航空一架波音767貨機在德克萨斯州特里尼蒂灣墜毀，機上3人全部罹難。[35]

## 2月24日
- 2019年塞內加爾總統選舉進行投票。[36]
- 摩尔多瓦舉行议会選舉。[37]
- 穆罕默德·塔希爾·艾拉宣誓就任苏丹总理。[38]
- 古巴就全国人民政权代表大会於2018年12月通過的宪法修正案舉行公民投票表決。[39]
- 第91屆奧斯卡金像獎頒獎典禮在美國加州洛杉磯好萊塢的杜比剧院舉行。[40][41]
- 美軍在索馬里希蘭州的空襲行動炸死35名青年黨武裝分子。[42]

## 2月25日
- 伊朗外長穆罕默德·贾瓦德·扎里夫宣佈辭職，但總統哈桑·鲁哈尼尚未表示接受與否。[43]
- 中国四川省自贡市荣县发生4.9级地震，造成2人死亡，另有12人受伤[44]。

## 2月26日
- 2019年印巴武裝衝突，印度出動戰機攻擊巴基斯坦境內穆罕默德軍營地，印方宣稱炸死大量恐怖分子，但巴方宣稱無人死傷。[45]

## 2月27日
- 朝美首腦會談在越南河內舉行。[46]
- 巴基斯坦宣稱擊落兩架印度戰機，但印度僅承認損失1架戰機。[47]

## 2月28日
- 据北京消息披露，中共中央肯定新疆党委书记陈全国过去三年以铁腕治疆的模式，将之视为反恐成功经验，并计划向中国其他省区甚至邻国输出[48]。